# Lost in Space (album)
Lost in Space è il quarto album discografico in studio da solista della cantautrice statunitense Aimee Mann, pubblicato nel 2002.

## Tracce
Edizione standard
Tutte le tracce sono di Aimee Mann, tranne dove indicato.
1. Humpty Dumpty – 4:01
2. High on Sunday 51 (Paul Dalen, Mann) – 3:15
3. Lost in Space – 3:28
4. This Is How It Goes – 3:47
5. Guys Like Me – 3:12
6. Pavlov's Bell – 4:27
7. Real Bad News – 3:53
8. Invisible Ink (Mann, Clayton Scoble) – 4:59
9. Today's the Day – 4:42
10. The Moth – 3:46
11. It's Not – 3:27

Disco 2 edizione speciale 2003
1. Real Bad News (Live from Brussels) – 3:38
2. The Moth (Live from Stockholm) – 3:31
3. This Is How It Goes (Live from Brussels) – 3:38
4. The Scientist (Live from Brussels) – 4:19 (Coldplay cover)
5. Invisible Ink (Live from Brussels) – 5:07
6. Nightmare Girl (B-side) – 3:49
7. Backfire (B-side) – 3:15
8. Fighting the Stall (inedito) – 4:04
9. Observatory (inedito) – 4:19
10. It's Not (Live on BBC) – 3:16